# Therese Andersson
Therese Andersson, född 11 juli 1986 i Mjölby, är en svensk fotbollsspelare, mittfältare. Hon spelar fotboll med Jitex BK i Division 1 södra. Andersson har tidigare spelat med allsvenska klubbarna BK Kenty och Linköping FC.

## Klubbar
- Jitex BK (-06)
- Linköping FC (02-06)

## Meriter
- 2 landskamper (F19)